# Orthostolus sordidus
Orthostolus sordidus är en skalbaggsart som först beskrevs av Sharp 1881.  Orthostolus sordidus ingår i släktet Orthostolus och familjen glansbaggar. Inga underarter finns listade i Catalogue of Life.